# Herb gminy Lisków
Herb gminy Lisków – jeden z symboli gminy Lisków, autorstwa Krzysztofa Ostojskiego, ustanowiony 26 kwietnia 2005.

## Wygląd i symbolika
Herb przedstawia na tarczy koloru złotego zieloną lipę (nawiązanie do działalności ks. Wacława Blizińskiego), a pod nią czerwonego kroczącego lisa z zadartą kitą (tzw. herb mówiący).